# Simon Pagenaud
Simon Pierre Michel Pagenaud (Poitiers, 18 maggio 1984) è un pilota automobilistico francese, campione della IndyCar Series nel 2016, vincitore della 500 Miglia di Indianapolis nel 2019 e due volte della 24 Ore di Daytona, nel 2022 e 2023.

## Carriera
Dopo aver preso parte a diversi campionati nazionali francesi di Formula Renault, nel 2003 fa il suo esordio nella Formula Renault 2.0 Eurocup. Nel 2006 si laurea campione della Atlantic Championship. Dal 2008 prende parte per la prima volta alla 24 Ore di Le Mans e alla American Le Mans Series, della quale vince il titolo nella categoria LMP nel 2010. L'anno seguente con la Peugeot 908 HDi FAP ottiene il secondo posto nella 24 Ore di Le Mans e vince la 6 Ore di Silverstone. Dal 2014 prende parte ad alcune gare della Campionato IMSA WeatherTech SportsCar. Nel 2022 ottiene la vittoria nella 24 Ore di Daytona con l'Acura ARX-05, l'anno seguente ripete il successo con la nuova ARX-06. 

### IndyCar
Nel 2011 partecipa a tre eventi della IndyCar Series e dall'anno seguente approda a tempo pieno nella serie con il team Sam Schmidt Motorsports. Nel suo primo anno viene eletto Rookie of the Year, nel 2013 ottiene la sua prima vittoria sul Circuito di Detroit e chiude terzo in classifica piloti dietro Scott Dixon e Hélio Castroneves. 
Nel 2015 passa al team Penske e l'anno seguente si laurea campione della serie. Nel 2017 sfiora il bis chiudendo la stagione da vicecampione dietro a Josef Newgarden. Dopo un anno senza vittorie, nel 2019 vince la prestigiosa 500 Miglia di Indianapolis e si laurea ancora vice campione dietro a Newgarden.
Nel 2020 e 2021 ottiene una sola vittoria e dal 2022 passa al team Meyer Shank Racing.

## Risultati in carriera

### Riepilogo carriera
| Stagione | Categoria                                     | Team                                     | Gare | Vittorie | Pole | GPV | Punti | Pos. |
| -------- | --------------------------------------------- | ---------------------------------------- | ---- | -------- | ---- | --- | ----- | ---- |
| 2001     | Formula Campus by Renault and Elf             | Filière FFSA                             | 17   | 4        | 6    | ?   | 209   | 2º   |
| 2002     | Formula Renault 2000 Eurocup                  | ASM                                      | 1    | 0        | 0    | 0   | 4     | 25º  |
| 2002     | Championnat de France FFSA de Formule Renault | ASM                                      | 8    | 1        | 2    | 2   | 93    | 3º   |
| 2003     | Formula Renault 2000 Masters                  | ASM                                      | 8    | 1        | 0    | 1   | 86    | 3º   |
| 2003     | Formula Renault 2000 Germany                  | ASM                                      | 2    | 0        | 0    | 0   | 0     | NC   |
| 2003     | Championnat de France Formule Renault 2000    | ASM                                      | 10   | 0        | 1    | 1   | 114   | 6º   |
| 2004     | Formula Renault 2000 Eurocup                  | Graff Racing                             | 17   | 2        | 2    | 2   | 246   | 2º   |
| 2004     | Championnat de France Formula Renault 2.0     | Graff Racing                             | 6    | 3        | 0    | 4   | 142   | 6º   |
| 2005     | Formula Renault 3.5 Series                    | Saulnier Racing                          | 16   | 0        | 0    | 0   | 30    | 16º  |
| 2005     | Championnat de France Formula Renault 2.0     | Tech 1 Racing                            | 2    | 0        | 0    | 0   | 0     | NC   |
| 2006     | Champ Car Atlantic                            | Team Australia                           | 12   | 1        | 1    | 1   | 258   | 1º   |
| 2007     | Champ Car                                     | Team Australia                           | 14   | 0        | 0    | 1   | 232   | 8º   |
| 2008     | 24 Ore di Le Mans - LMP1                      | Team Oreca-Matmut                        | 1    | 0        | 0    | 0   | N/A   | NC   |
| 2008     | American Le Mans Series – LMP2                | De Ferran Motorsports                    | 8    | 0        | 0    | 1   | 85    | 9º   |
| 2009     | 24 Ore di Le Mans - LMP1                      | Pescarolo Sport                          | 1    | 0        | 0    | 0   | N/A   | NC   |
| 2009     | American Le Mans Series - LMP1                | De Ferran Motorsports                    | 10   | 5        | 3    | 5   | 162   | 2º   |
| 2009     | Le Mans Series - LMP1                         | Team Peugeot Total                       | 1    | 1        | 1    | 1   | 11    | 19º  |
| 2010     | 24 Ore di Le Mans - LMP1                      | Team Peugeot Total                       | 1    | 0        | 0    | 0   | N/A   | NC   |
| 2010     | Le Mans Series - LMP1                         | Team Peugeot Total                       | 1    | 1        | 0    | 0   | 18    | 21º  |
| 2010     | Intercontinental Le Mans Cup - LMP1           | Team Peugeot Total                       | 1    | 0        | 0    | 0   | N.D.  | N.D. |
| 2010     | American Le Mans Series – LMP2/LMP            | Highcroft Racing                         | 9    | 4        | 1    | 4   | 182   | 1º   |
| 2011     | IndyCar Series                                | Dreyer & Reinbold Racing                 | 2    | 0        | 0    | 0   | 56    | 31º  |
| 2011     | IndyCar Series                                | HVM Racing                               | 1    | 0        | 0    | 0   | 56    | 31º  |
| 2011     | American Le Mans Series - LMP1                | Team Peugeot Total                       | 2    | 0        | 0    | 0   | 0     | NC   |
| 2011     | American Le Mans Series - LMP1                | Highcroft Racing                         | 2    | 0        | 0    | 0   | 0     | NC   |
| 2011     | 24 Ore di Le Mans - LMP1                      | Team Peugeot Total                       | 1    | 0        | 0    | 0   | N/A   | 2º   |
| 2011     | Le Mans Series - LMP1                         | Team Peugeot Total                       | 2    | 1        | 1    | 1   | 0     | NC   |
| 2011     | Intercontinental Le Mans Cup - LMP1           | Highcroft Racing                         | 5    | 1        | 1    | 1   | N.D.  | N.D. |
| 2011     | Intercontinental Le Mans Cup - LMP1           | Team Peugeot Total                       | 5    | 1        | 1    | 1   | N.D.  | N.D. |
| 2011     | International V8 Supercar Championship        | Garry Rogers Motorsport                  | 2    | 0        | 0    | 0   | 207   | 49º  |
| 2011     | Pacific Formula F Super Series                | PR1 Motorsports                          | 2    | 2        | 1    | 2   | 66    | 2º   |
| 2011     | Continental Tire Sports Car Challenge – ST    | Compass 360 Racing                       | 1    | 0        | 0    | 0   | 25    | 65º  |
| 2012     | IndyCar Series                                | Sam Schmidt Motorsports                  | 15   | 0        | 0    | 0   | 387   | 5º   |
| 2012     | American Le Mans Series - P1                  | Muscle Milk Pickett Racing               | 1    | 0        | 0    | 0   | 20    | 8º   |
| 2012     | International V8 Supercar Championship        | Stone Brothers Racing                    | 2    | 0        | 0    | 0   | 0     | NC   |
| 2013     | IndyCar Series                                | Schmidt Peterson Hamilton HP Motorsports | 19   | 2        | 0    | 1   | 508   | 3º   |
| 2013     | American Le Mans Series – LMP2                | Level 5 Motorsports                      | 2    | 1        | 0    | 1   | 40    | 8º   |
| 2013     | Rolex Sports Car Series                       | Team Sahlen                              | 1    | 0        | 0    | 0   | 22    | 59º  |
| 2014     | IndyCar Series                                | Schmidt Peterson Hamilton Motorsports    | 18   | 2        | 1    | 3   | 565   | 5º   |
| 2014     | United SportsCar Championship - P             | Extreme Speed Motorsports                | 2    | 0        | 0    | 0   | 52    | 32º  |
| 2015     | IndyCar Series                                | Team Penske                              | 16   | 0        | 1    | 0   | 384   | 11º  |
| 2015     | United SportsCar Championship – GTLM          | Corvette Racing                          | 2    | 0        | 0    | 0   | 54    | 18º  |
| 2015–16  | Andros Trophy - Électrique Class              | ERDF                                     | 2    | 0        | 0    | 0   | 44    | 13º  |
| 2016     | IndyCar Series                                | Team Penske                              | 16   | 5        | 7    | 0   | 659   | 1º   |
| 2016     | WeatherTech SportsCar Championship - P        | Action Express Racing                    | 2    | 0        | 0    | 0   | 55    | 22º  |
| 2017     | IndyCar Series                                | Team Penske                              | 17   | 2        | 1    | 2   | 629   | 2º   |
| 2017     | WeatherTech SportsCar Championship - P        | Team Penske                              | 1    | 0        | 0    | 0   | 30    | 30º  |
| 2018     | IndyCar Series                                | Team Penske                              | 17   | 0        | 0    | 0   | 492   | 6º   |
| 2018     | WeatherTech SportsCar Championship - P        | Acura Team Penske                        | 3    | 0        | 0    | 0   | 56    | 34º  |
| 2019     | IndyCar Series                                | Team Penske                              | 17   | 3        | 3    | 1   | 616   | 2º   |
| 2019     | WeatherTech SportsCar Championship - DPi      | Acura Team Penske                        | 3    | 0        | 1    | 0   | 75    | 20º  |
| 2020     | IndyCar Series                                | Team Penske                              | 14   | 1        | 0    | 1   | 339   | 8º   |
| 2020     | WeatherTech SportsCar Championship - DPi      | Acura Team Penske                        | 3    | 0        | 1    | 1   | 90    | 18º  |
| 2021     | IndyCar Series                                | Team Penske                              | 16   | 0        | 0    | 0   | 383   | 8°   |
| 2021     | WeatherTech SportsCar Championship - DPi      | Ally Cadillac Racing                     | 4    | 0        | 0    | 1   | 1203  | 12°  |
| 2022     | IndyCar Series                                | Meyer Shank Racing                       | 17   | 0        | 0    | 1   | 314   | 15°  |
| 2022     | WeatherTech SportsCar Championship - DPi      | Meyer Shank Racing                       | 1    | 1        | 0    | 0   | 378   | 18°  |
| 2023     | IndyCar Series                                | Meyer Shank Racing                       | 8    | 0        | 0    | 0   | 88    | 28º  |
| 2023     | WeatherTech SportsCar Championship - GTP      | Meyer Shank Racing                       | 1    | 1        | 1    | 1   | 185   | 26º  |

* Stagione in corso.

### Formula 3 Euro Series
(legenda) (Le gare in grassetto indicano la pole) (Le gare in corsivo indicano il giro veloce)
| Anno | Squadra         | Motore     | 1   | 2   | 3   | 4   | 5   | 6   | 7   | 8   | 9   | 10  | 11  | 12  | 13  | 14  | 15  | 16  | 17  | Punti | Pos |
| ---- | --------------- | ---------- | --- | --- | --- | --- | --- | --- | --- | --- | --- | --- | --- | --- | --- | --- | --- | --- | --- | ----- | --- |
| 2005 | Saulnier Racing | Volkswagen | ZOL | ZOL | MON | VAL | VAL | LMS | LMS | BIL | BIL | OSC | OSC | DON | DON | EST | EST | MNZ | MNZ | 30    | 16º |
| 2005 | Saulnier Racing | Volkswagen | 8   | 4   | 10  | 5   | 11  | 10  | Rit | 11  | 12  | Rit | NP  | 8   | 5   | 9   | 11  | 11  | 12  | 30    | 16º |

### Risultati delle corse a ruote scoperte americane

#### Atlantic Championship
| Anno | Team           | 1     | 2     | 3     | 4      | 5      | 6      | 7     | 8     | 9     | 10    | 11    | 12     | Punti | Pos. |
| ---- | -------------- | ----- | ----- | ----- | ------ | ------ | ------ | ----- | ----- | ----- | ----- | ----- | ------ | ----- | ---- |
| 2006 | Team Australia | LBH 4 | HOU 2 | MTY 2 | POR 23 | CLE1 2 | CLE2 5 | TOR 4 | EDM 1 | SJO 9 | DEN 3 | MTL 2 | ROA 17 | 258   | 1º   |

#### Champ Car
| Anno | Team           | Telaio     | Motore       | 1      | 2      | 3     | 4     | 5     | 6     | 7     | 8     | 9      | 10     | 11     | 12    | 13    | 14    | Punti | Pos. |
| ---- | -------------- | ---------- | ------------ | ------ | ------ | ----- | ----- | ----- | ----- | ----- | ----- | ------ | ------ | ------ | ----- | ----- | ----- | ----- | ---- |
| 2007 | Team Australia | Panoz DP01 | Cosworth XFE | LVG 12 | LBH 14 | HOU 5 | POR 8 | CLE 5 | MTT 4 | TOR 4 | EDM 4 | SJO 10 | ROA 11 | ZOL 12 | ASN 6 | SRF 5 | MXC 6 | 232   | 8º   |

#### IndyCar
| Anno | Squadra                                  | Telaio        | Motore    | 1      | 2      | 3      | 4      | 5       | 6       | 7       | 8      | 9       | 10     | 11     | 12     | 13     | 14     | 15     | 16     | 17     | 18     | 19     | Punti | Posizione |
| ---- | ---------------------------------------- | ------------- | --------- | ------ | ------ | ------ | ------ | ------- | ------- | ------- | ------ | ------- | ------ | ------ | ------ | ------ | ------ | ------ | ------ | ------ | ------ | ------ | ----- | --------- |
| 2011 | Dreyer & Reinbold Racing                 | Dallara IR-05 | Honda     | STP    | ALA 8  | LBH    | SÃO    | INDY    | TXS     | TXS     | MIL    | IOW     | TOR    | EDM    | MDO 13 | NHM    |        |        |        |        |        |        | 56    | 31º       |
| 2011 | HVM Racing                               | Dallara IR-05 | Honda     |        |        |        |        |         |         |         |        |         |        |        |        |        | SNM 15 | BAL    | MOT    | KTY    | LVS C† |        | 56    | 31º       |
| 2012 | Schmidt–Hamilton Motorsports             | Dallara DW12  | Honda     | STP 6  | ALA 5  | LBH 2  | SÃO 12 | INDY 16 | DET 3   | TXS 6   | MIL 12 | IOW 5   | TOR 12 | EDM 20 | MDO 3  | SNM 7  | BAL 3  | FON 15 |        |        |        |        | 387   | 5º        |
| 2013 | Schmidt Peterson Hamilton HP Motorsports | Dallara DW12  | Honda     | STP 24 | ALA 6  | LBH 8  | SÃO 9  | INDY 8  | DET 12  | DET 1   | TXS 13 | MIL 12  | IOW 6  | POC 6  | TOR 9  | TOR 12 | MDO 2  | SNM 5  | BAL 1  | HOU 4  | HOU 6  | FON 13 | 508   | 3º        |
| 2014 | Schmidt Peterson Motorsports             | Dallara DW12  | Honda     | STP 5  | LBH 5  | ALA 4  | IMS 1  | INDY 12 | DET 22  | DET 6   | TXS 4  | HOU 16  | HOU 1  | POC 6  | IOW 11 | TOR 4  | TOR 22 | MDO 9  | MIL 7  | SNM 3  | FON 20 |        | 565   | 5º        |
| 2015 | Team Penske                              | Dallara DW12  | Chevrolet | STP 5  | NLA 20 | LBH 4  | ALA 9  | IMS 25  | INDY 10 | DET 3   | DET 14 | TXS 11  | TOR 11 | FON 9  | MIL 9  | IOW 14 | MDO 3  | POC 7  | SNM 16 |        |        |        | 384   | 11º       |
| 2016 | Team Penske                              | Dallara DW12  | Chevrolet | STP 2  | PHX 2  | LBH 1  | ALA 1  | IMS 1   | INDY 19 | DET 13  | DET 2  | ROA 13  | IOW 4  | TOR 9  | MDO 1  | POC 18 | TXS 4  | WGL 7  | SNM 1  |        |        |        | 659   | 1º        |
| 2017 | Team Penske                              | Dallara DW12  | Chevrolet | STP 2  | LBH 5  | ALA 3  | PHX 1  | IMS 4   | INDY 14 | DET 16  | DET 5  | TXS 3   | ROA 4  | IOW 7  | TOR 5  | MDO 4  | POC 4  | GTW 3  | WGL 9  | SNM 1  |        |        | 629   | 2º        |
| 2018 | Team Penske                              | Dallara DW12  | Chevrolet | STP 13 | PHX 10 | LBH 24 | ALA 9  | IMS 8   | INDY 6  | DET 17  | DET 10 | TXS 2   | ROA 7  | IOW 8  | TOR 2  | MDO 8  | POC 8  | GTW 4  | POR 6  | SNM 4  |        |        | 492   | 6º        |
| 2019 | Team Penske                              | Dallara DW12  | Chevrolet | STP 7  | COA 19 | ALA 9  | LBH 6  | IMS 1   | INDY 1  | DET 6   | DET 17 | TXS 6   | ROA 9  | TOR 1  | IOW 4  | MDO 6  | POC 3  | GTW 5  | POR 7  | LAG 4  |        |        | 616   | 2º        |
| 2020 | Team Penske                              | Dallara DW12  | Chevrolet | TXS 2  | IMS 3  | ROA 12 | ROA 13 | IOW 1   | IOW 4   | INDY 22 | GTW 19 | GTW 16  | MDO 18 | MDO 6  | IMS 16 | IMS 10 | STP 6  |        |        |        |        |        | 339   | 8º        |
| 2021 | Team Penske                              | Dallara DW12  | Chevrolet | ALA 12 | STP 3  | TXS 10 | TXS 6  | IMS 6   | INDY 3  | DET 12  | DET 8  | ROA 18  | MDO 14 | NSH 21 | IMS 16 | GTW 8  | POR 21 | LAG 8  | LBH 5  |        |        |        | 383   | 8º        |
| 2022 | Meyer Shank Racing                       | Dallara DW12  | Honda     | STP 15 | TXS 8  | LBH 19 | ALA 11 | IMS 2   | INDY 8  | DET 9   | ROA 12 | MDO 10  | TOR 7  | IOW 23 | IOW 23 | IMS 25 | NSH 9  | GTW 20 | POR 23 | LAG 17 |        |        | 314   | 15º       |
| 2023 | Meyer Shank Racing                       | Dallara DW12  | Honda     | STP 26 | TXS 17 | LBH 15 | ALA 18 | IMS 25  | INDY 25 | DET 13  | ROA 14 | MDO Wth | TOR    | IOW    | IOW    | NSH    | IMS    | GTW    | POR    | LAG    |        |        | 88    | 28º       |

* Stagione in corso.
† Il Las Vegas Indy 300 è stato abbandonato dopo che Dan Wheldon è morto per le ferite riportate in un incidente di 15 auto al giro 11.

#### 500 Miglia di Indianapolis
| Anno   | N° auto | Partito | Media qualifica (mph) | Finito | Giri | Giri in testa | Causa ritiro |
| ------ | ------- | ------- | --------------------- | ------ | ---- | ------------- | ------------ |
| 2012   | 77      | 23º     | 222.891               | 16º    | 200  | 0             | /            |
| 2013   | 77      | 21º     | 225.674               | 8º     | 200  | 0             | /            |
| 2014   | 77      | 5º      | 230.614               | 12º    | 200  | 0             | /            |
| 2015   | 22      | 3º      | 226.145               | 10º    | 200  | 35            | /            |
| 2016   | 2       | 8º      | 230.102               | 19º    | 199  | 0             | /            |
| 2017   | 1       | 23º     | 228.093               | 14º    | 200  | 0             | /            |
| 2018   | 22      | 2º      | 228.761               | 6º     | 200  | 1             | /            |
| 2019   | 22      | 1º      | 229.992               | 1º     | 200  | 116           | /            |
| 2020   | 22      | 25º     | 228.836               | 22º    | 198  | 14            | /            |
| 2021   | 22      | 26º     | 229.778               | 3º     | 200  | 3             | /            |
| 2022   | 60      | 16º     | 231.275               | 8º     | 200  | 0             | /            |
| 2023   | 60      | 22º     | 231.878               | 25º    | 192  | 0             | Incidente    |
| Totale | Totale  | Totale  | Totale                | Totale | 2389 | 169           |              |

### Corse di auto sportive

#### 24 Ore di Le Mans
| Anno | Classe | N° | Gomme | Vettura                                                 | Squadra            | Co-piloti                                | Giri | Pos. Assol. | Pos. di Classe |
| ---- | ------ | -- | ----- | ------------------------------------------------------- | ------------------ | ---------------------------------------- | ---- | ----------- | -------------- |
| 2008 | LMP1   | 6  | M     | Courage-Oreca LC70 Judd GV5.5 S2 5.5L V10               | Team Oreca-Matmut  | Marcel Fässler Olivier Panis             | 147  | DNF         | DNF            |
| 2009 | LMP1   | 17 | M     | Peugeot 908 HDi FAP Peugeot HDi 5.5L Turbo V12 (Diesel) | Pescarolo Sport    | Jean-Christophe Boullion Benoît Tréluyer | 210  | DNF         | DNF            |
| 2010 | LMP1   | 3  | M     | Peugeot 908 HDi FAP Peugeot HDi 5.5L Turbo V12 (Diesel) | Team Peugeot Total | Sébastien Bourdais Pedro Lamy            | 38   | DNF         | DNF            |
| 2011 | LMP1   | 9  | M     | Peugeot 908 Peugeot HDi 3.7L Turbo V8 (Diesel)          | Team Peugeot Total | Sébastien Bourdais Pedro Lamy            | 355  | 2º          | 2º             |
| 2023 | LMP2   | 47 | G     | Oreca 07 Gibson GK428 4.2 L V8                          | COOL Racing        | Reshad de Gerus Vladislav Lomko          | 158  | DNF         | DNF            |

#### American Le Mans Series
| Anno | Squadra                    | Classe | Vettura       | SEB          | STP | LNB | UTA | LIM          | MID | AME          | MOS         | DET            | PET         | MON         | Punti | Pos. |
| ---- | -------------------------- | ------ | ------------- | ------------ | --- | --- | --- | ------------ | --- | ------------ | ----------- | -------------- | ----------- | ----------- | ----- | ---- |
| 2008 | De Ferran Motorsports      | LMP2   | Acura ARX-01b |              |     |     | 3   | ovr:14 cls:7 | Rit | ovr:18 cls:8 | ovr:7 cls:5 | 3              | ovr:8 cls:5 | ovr:4 cls:2 | 85    | 9º   |
| Anno | Squadra                    | Classe | Vettura       | SEB          | STP | LNB | UTA | LIM          | MID | AME          | MOS         | PET            | MON         |             | Punti | Pos. |
| 2009 | De Ferran Motorsports      | LMP1   | Acura ARX-02a | Rit          | Rit | 1   | 1   | 1            | 1   | 2            | 2           | ovr:24 cls:7   | 1           |             | 162   | 2º   |
| Anno | Squadra                    | Classe | Vettura       | SEB          | LNB | MON | UTA | LIM          | MID | AME          | MOS         | PET            |             |             | Punti | Pos. |
| 2010 | Highcroft Racing           | LMP2   | HPD ARX-01C   | ovr:5 cls:2  |     |     |     |              |     |              |             | ovr:4 cls:1    |             |             | 162   | 1º   |
| 2010 | Highcroft Racing           | LMP    | HPD ARX-01C   |              | 1   | 1   | 1   | 2            | 2   | 3            | 2           |                |             |             | 162   | 1º   |
| Anno | Squadra                    | Classe | Vettura       | SEB          | LNB | LIM | MOS | MID          | AME | BAL          | MON         | PET            |             |             | Punti | Pos. |
| 2011 | Highcroft Racing           | LMP1   | HPD ARX-01e   | 2            |     |     |     |              |     |              |             |                |             |             | 0     | NC   |
| 2011 | Peugeot Sport Total        | LMP1   | Peugeot 908   |              |     |     |     |              |     |              |             | ovr:48 cls:11† |             |             | 0     | NC   |
| Anno | Squadra                    | Classe | Vettura       | SEB          | LNB | MON | LIM | MOS          | MDO | AME          | BAL         | VIR            | PET         |             | Punti | Pos. |
| 2012 | Muscle Milk Pickett Racing | P1     | HPD ARX-03a   | ovr:28 cls:2 |     |     |     |              |     |              |             |                |             |             | 20    | 8º   |
| Anno | Squadra                    | Classe | Vettura       | SEB          | LNB | MON | LIM | MOS          | AME | BAL          | COTA        | VIR            | PET         |             | Punti | Pos. |
| 2013 | Level 5 Motorsports        | P2     | HPD ARX-03b   | ovr:7 cls:2  |     |     |     |              |     |              |             |                |             |             | 20    | 6º   |

† Il pilota ha gareggiato per l'Intercontinental Le Mans Cup, nessun punto assegnato per l'American Le Mans Series.

#### Campionato IMSA WeatherTech SportsCar
| Anno    | Squadra                   | Classe | Vettura                 | 1      | 2      | 3   | 4   | 5     | 6   | 7     | 8   | 9     | 10     | 11  | Punti | Pos. |
| ------- | ------------------------- | ------ | ----------------------- | ------ | ------ | --- | --- | ----- | --- | ----- | --- | ----- | ------ | --- | ----- | ---- |
| 2014    | Extreme Speed Motorsports | P      | HPD ARX-03b             | DAY 7  | SEB 5  | LBH | LGA | DET   | WGL | MOS   | IMS | ELK   | COA    | PET | 52    | 32º  |
| 2015    | Corvette Racing           | GTLM   | Chevrolet Corvette C7.R | DAY 3  | SEB 9  | LBH | LGA | DET   | WGL | MOS   | ELK | COA   | PET    |     | 54    | 18º  |
| 2016    | Action Express Racing     | P      | Coyote Corvette DP      | DAY 6  | SEB    | LBH | LGA | DET   | WGL | MOS   | ELK | COA   | PET 4  |     | 55    | 22º  |
| 2017    | Team Penske               | P      | Oreca 07                | DAY    | SEB    | LBH | COA | DET   | WGL | MOS   | ELK | LGA   | PET 3  |     | 30    | 30º  |
| 2018    | Acura Team Penske         | P      | Acura ARX-05            | DAY 10 | SEB 14 | LBH | MDO | DET   | WGL | MOS   | ELK | LGA   | PET 13 |     | 56    | 34º  |
| 2019    | Acura Team Penske         | DPi    | Acura ARX-05            | DAY 6  | SEB 9  | LBH | MDO | DET   | WGL | MOS   | ELK | LGA   | PET 4  |     | 75    | 20º  |
| 2020    | Acura Team Penske         | DPi    | Acura ARX-05            | DAY 4  | DAY    | SEB | ELK | ATL   | MDO | PET 3 | LGA | SEB 2 |        |     | 90    | 18º  |
| 2021    | Ally Cadillac Racing      | DPi    | Cadillac DPi-V.R        | DAY 2  | SEB 7  | MDO | DET | WGL 5 | WGL | ELK   | LGA | LBH   | PET 4  |     | 1203  | 12º  |
| 2022    | Meyer Shank Racing        | DPi    | Acura ARX-05            | DAY 1  | SEB    | LBH | LGA | HDO   | DET | WGL   | MOS | ROA   | PET    |     | 378   | 18º  |
| 2023    | Meyer Shank Racing        | GTP    | Acura ARX-06            | DAY 1  | SEB    | LBH | LGA | WGL   | MOS | ROA   | IMS | PET   |        |     | 185   | 26º  |
| Legenda |                           |        |                         |        |        |     |     |       |     |       |     |       |        |     |       |      |

*Stagione in corso.

#### Le Mans Series
| Anno    | Squadra            | Classe | Vettura             | CAT | SPA | ALG | NÜR | SIL | Punti | Pos. |
| ------- | ------------------ | ------ | ------------------- | --- | --- | --- | --- | --- | ----- | ---- |
| 2009    | Team Peugeot Total | LMP1   | Peugeot 908 HDi FAP |     | 1   |     |     |     | 11    | 19º  |
| Anno    | Squadra            | Classe | Vettura             | LEC | SPA | ALG | HUN | SIL | Punti | Pos. |
| 2010    | Team Peugeot Total | LMP1   | Peugeot 908 HDi FAP |     | 1   |     |     |     | 18    | 21º  |
| Anno    | Squadra            | Classe | Vettura             | LEC | SPA | IMO | SIL | EST | Punti | Pos. |
| 2011    | Team Peugeot Total | LMP1   | Peugeot 908         |     | 8   |     | 1*  |     | 0     | NC   |
| Legenda |                    |        |                     |     |     |     |     |     |       |      |

* Il pilota ha gareggiato per l'Intercontinental Le Mans Cup, nessun punto assegnato per la Le Mans Series.

#### Intercontinental Le Mans Cup
| Anno | Squadra             | Classe | Vettura             | SIL | PET | ZHU |     |     |     |     |
| ---- | ------------------- | ------ | ------------------- | --- | --- | --- | --- | --- | --- | --- |
| 2010 | Team Peugeot Total  | LMP1   | Peugeot 908 HDi FAP |     | 1*  | 4   |     |     |     |     |
| Anno | Squadra             | Classe | Vettura             | SEB | SPA | LMS | IMO | SIL | PET | ZHU |
| 2011 | Highcroft Racing    | LMP1   | HPD ARX-01e         | 2*  |     |     |     |     |     |     |
| 2011 | Peugeot Sport Total | LMP1   | Peugeot 908         |     | 8*  | 2*  |     | 1   | 11  |     |

* Il pilota non ha corso per l'Intercontinental Le Mans Cup..

### Touring car racing

#### V8 Supercar
| Anno | Squadra                 | Vettura             | 1   | 2   | 3   | 4   | 5   | 6   | 7   | 8   | 9   | 10  | 11  | 12  | 13  | 14  | 15  | 16  | 17  | 18  | 19  | 20  | 21  | 22  | 23  | 24  | 25  | 26  | 27  | 28  | 29  | 30  | 31  | Punti | Pos. |
| ---- | ----------------------- | ------------------- | --- | --- | --- | --- | --- | --- | --- | --- | --- | --- | --- | --- | --- | --- | --- | --- | --- | --- | --- | --- | --- | --- | --- | --- | --- | --- | --- | --- | --- | --- | --- | ----- | ---- |
| 2011 | Garry Rogers Motorsport | Holden VE Commodore | YMC | YMC | ADE | ADE | HAM | HAM | BAR | BAR | BAR | WIN | WIN | HID | HID | TOW | TOW | QLD | QLD | QLD | PHI | PHI | BAT | SUR | SUR | SYM | SYM | SAN | SAN | SYD | SYD |     |     | 207   | 49º  |
| 2011 | Garry Rogers Motorsport | Holden VE Commodore |     |     |     |     |     |     |     |     |     |     |     |     |     |     |     |     |     |     |     |     |     | 10  | 3   |     |     |     |     |     |     |     |     | 207   | 49º  |
| 2012 | Stone Brothers Racing   | Ford FG Falcon      | ADE | ADE | SYM | SYM | HAM | HAM | BAR | BAR | BAR | PHI | PHI | HID | HID | TOW | TOW | QLD | QLD | SMP | SMP | SAN | SAN | BAT | SUR | SUR | YMC | YMC | YMC | WIN | WIN | SYD | SYD | 0†    | NC   |
| 2012 | Stone Brothers Racing   | Ford FG Falcon      |     |     |     |     |     |     |     |     |     |     |     |     |     |     |     |     |     |     |     |     |     |     | Rit | 8   |     |     |     |     |     |     |     | 0†    | NC   |

† Non eleggibile per punti.